# Santa Cruz (Santiago do Cacém)
Santa Cruz é uma povoação portuguesa do Município de Santiago do Cacém que foi sede da extinta Freguesia de Santa Cruz, freguesia que tinha 26,28 km² de área e 461 habitantes (2011), e, por isso, uma densidade populacional de 17,5 hab./km².
A Freguesia de Santa Cruz foi extinta e agregada às freguesias de São Bartolomeu da Serra e Santiago do Cacém, para criar a União das freguesias de Santiago do Cacém, Santa Cruz e São Bartolomeu da Serra. 

## População
| População da freguesia de Santa Cruz | População da freguesia de Santa Cruz | População da freguesia de Santa Cruz | População da freguesia de Santa Cruz | População da freguesia de Santa Cruz | População da freguesia de Santa Cruz | População da freguesia de Santa Cruz | População da freguesia de Santa Cruz | População da freguesia de Santa Cruz | População da freguesia de Santa Cruz | População da freguesia de Santa Cruz | População da freguesia de Santa Cruz | População da freguesia de Santa Cruz | População da freguesia de Santa Cruz | População da freguesia de Santa Cruz |
| ------------------------------------ | ------------------------------------ | ------------------------------------ | ------------------------------------ | ------------------------------------ | ------------------------------------ | ------------------------------------ | ------------------------------------ | ------------------------------------ | ------------------------------------ | ------------------------------------ | ------------------------------------ | ------------------------------------ | ------------------------------------ | ------------------------------------ |
| 1864                                 | 1878                                 | 1890                                 | 1900                                 | 1911                                 | 1920                                 | 1930                                 | 1940                                 | 1950                                 | 1960                                 | 1970                                 | 1981                                 | 1991                                 | 2001                                 | 2011                                 |
| 412                                  | 505                                  | 495                                  | 540                                  | 650                                  | 635                                  | 730                                  | 921                                  | 950                                  | 933                                  | 603                                  | 569                                  | 518                                  | 500                                  | 461                                  |

| Distribuição da População por Grupos Etários | Distribuição da População por Grupos Etários | Distribuição da População por Grupos Etários | Distribuição da População por Grupos Etários | Distribuição da População por Grupos Etários | Distribuição da População por Grupos Etários | Distribuição da População por Grupos Etários | Distribuição da População por Grupos Etários | Distribuição da População por Grupos Etários | Distribuição da População por Grupos Etários |
| -------------------------------------------- | -------------------------------------------- | -------------------------------------------- | -------------------------------------------- | -------------------------------------------- | -------------------------------------------- | -------------------------------------------- | -------------------------------------------- | -------------------------------------------- | -------------------------------------------- |
| Ano                                          | 0-14 Anos                                    | 15-24 Anos                                   | 25-64 Anos                                   | > 65 Anos                                    |                                              | 0-14 Anos                                    | 15-24 Anos                                   | 25-64 Anos                                   | > 65 Anos                                    |
| 2001                                         | 47                                           | 43                                           | 240                                          | 170                                          |                                              | 9,4%                                         | 8,6%                                         | 48,0%                                        | 34,0%                                        |
| 2011                                         | 47                                           | 33                                           | 213                                          | 168                                          |                                              | 10,2%                                        | 7,2%                                         | 46,2%                                        | 36,4%                                        |

Média do País no censo de 2001:  0/14 Anos-16,0%; 15/24 Anos-14,3%; 25/64 Anos-53,4%; 65 e mais Anos-16,4%
Média do País no censo de 2011:   0/14 Anos-14,9%; 15/24 Anos-10,9%; 25/64 Anos-55,2%; 65 e mais Anos-19,0%